# Nordlig örnlav
Nordlig örnlav (Ochrolechia frigida) är en lavart som först beskrevs av Olof Swartz och som fick sitt nu gällande namn av Bernt Arne Lynge. 
Nordlig örnlav ingår i släktet Ochrolechia och familjen Ochrolechiaceae. Inga underarter finns listade i Catalogue of Life.
I den svenska databasen Dyntaxa används istället namnet Ochrolechia grimmiae för samma taxon. Arten är reproducerande i Sverige.